# Rue Julius Hoste
Pour les articles homonymes, voir Julius et Hoste.
La rue Julius Hoste (en néerlandais : Julius Hostestraat) est une rue bruxelloise de la commune de Schaerbeek qui va de la rue Godefroid Guffens à l'avenue Raymond Foucart en passant par la rue Alexandre De Craene.
La numérotation des habitations va de 1 à 51 pour le côté impair et de 4 à 18 pour le côté pair.
La rue porte le nom d'un écrivain belge, Julius Hoste, né à Tielt le 23 janvier 1848 et décédé à Bruxelles le 28 mars 1933.

## Adresses notables
- nos 1, 4 à 14, 35 et 41 : Maisons du Foyer Schaerbeekois